# (4227) Kaali
(4227) Kaali (1942 DC) – planetoida z pasa głównego asteroid okrążająca Słońce w ciągu 3,71 lat w średniej odległości 2,39 j.a. Odkryta 17 lutego 1942 roku.